# Dominio di secondo livello
Il dominio di secondo livello è la parte che precede il dominio di primo livello nel nome di dominio internet; per esempio l'indirizzo internet di Wikipedia è wikipedia.org e in esso il dominio di secondo livello è rappresentato da "wikipedia".

## Domini di secondo livello
Ecco alcuni domini di secondo livello:
- europa.eu: riservato ai siti delle istituzioni europee
- in-addr.arpa: riservato alla risoluzione inversa di indirizzi IPv4
- ip6.arpa: riservato alla risoluzione inversa di indirizzi IPv6
- .com.es: riservato ai domini commerciali della Spagna
- .police.uk: riservato alle Forze di polizia del Regno Unito
- .gov.it: ministeri ed enti statali italiani[4]
- .difesa.it: riservato alle forze armate italiane controllate dal Ministero della Difesa della Repubblica Italiana eccetto i carabinieri
- .esteri.it: riservato al Ministero degli Affari Esteri e della Cooperazione Internazionale della Repubblica Italiana e a tutti i suoi enti quali ambasciate e consolati
- .edu.it: riservato agli istituti di istruzione della Repubblica Italiana dipendenti dal Ministero dell'istruzione